# Choucha (raion)
Pour l’article homonyme, voir Camp de réfugiés de Choucha.
Choucha ou Shusha, ou Şuşa selon la graphie azérie (en azéri : Şuşa rayonu), est un raion d’Azerbaïdjan, dont le chef-lieu est Choucha. Il fait partie de la région économique du Karabagh.

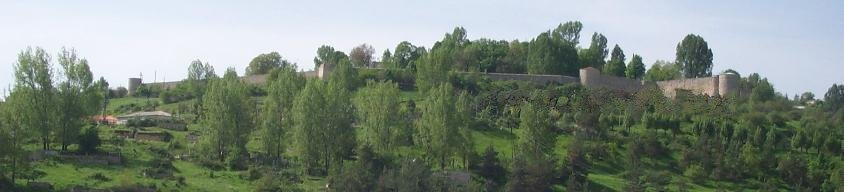
Murailles de Choucha.

## Géographie
Le raion s'étend sur 289 km2 autour de la ville de Choucha dans le Haut-Karabagh, à l'ouest de l'Azerbaïdjan.

## Histoire
À partir de 1992, lors de la guerre du Haut-Karabagh, le raion est contrôlé par la république du Haut-Karabagh qui l'intègre dans sa région de Chouchi. En novembre 2020, lors d'une deuxième guerre, une partie du raion, dont Chouchi et le village tout proche de Karin Tak, est prise par l'armée azerbaïdjanaise.
À la suite de l'offensive éclair des forces armées azerbaïdjanaises les 19 et 20 septembre 2023, la totalité du raion est investi par les forces armées azerbaïdjanaises, comme l'ensemble du Haut-Karabagh, entraînant l'exode des habitants restants vers l'Arménie.